# Премия Рольфа Шока
Премия Рольфа Шока (швед. Rolf Schockprisen) — международная премия, вручаемая в Стокгольме раз в два года начиная с 1993 году согласно завещанию шведского философа Рольфа Шока.
Премия присуждается по четырём номинациям: логика и философия, математика, музыка и визуальные искусства. Лауреаты в первых двух номинациях определяются Шведской королевской академией наук, в двух других — соответственно Шведской королевской академией музыки и Королевской академией свободных искусств. Лауреат получает 400 000 шведских крон.

## Лауреаты
| Год  | Логика и философия                      | Математика                    | Музыка                          | Визуальные искусства                       |
| ---- | --------------------------------------- | ----------------------------- | ------------------------------- | ------------------------------------------ |
| 1993 | Уиллард Куайн (США)                     | Элиас Менахем Стейн (США)     | Ингвар Лидхольм (Швеция)        | Рафаэль Монео (Испания)                    |
| 1995 | Майкл Даммит (Великобритания)           | Эндрю Уайлз (Великобритания)  | Дьёрдь Лигети (Румыния/Австрия) | Клас Ольденбург (США)                      |
| 1997 | Дана Скотт (США)                        | Микио Сато (Япония)           | Йорма Панула (Финляндия)        | Торстен Андерссон (Швеция)                 |
| 1999 | Джон Роулз (США)                        | Юрий Манин (Россия)           | Кронос-квартет (США)            | Жак Эрцог и Пьер де Мерон (Швейцария)      |
| 2001 | Сол Крипке (США)                        | Элиот Либ (США)               | Кайя Саариахо (Финляндия)       | Джузеппе Пеноне (Италия)                   |
| 2003 | Соломон Феферман (США)                  | Ричард Питер Стэнли (США)     | Анна Софи фон Оттер (Швеция)    | Сьюзен Ротенберг (США)                     |
| 2005 | Яакко Хинтикка (Финляндия)              | Луис Каффарелли (Аргентина)   | Маурисио Кагель (Германия)      | Кадзуё Сэдзима и Рюё Нисидзава (Япония)    |
| 2008 | Томас Нэйджел (Югославия, США)          | Эндре Семереди (Венгрия, США) | Гидон Кремер (Латвия)           | Мона Хатум (Великобритания)                |
| 2011 | Хилари Патнэм (США)                     | Майкл Ашбахер (США)           | Эндрю Манце (Великобритания)    | Марлен Дюма (ЮАР, Нидерланды)              |
| 2014 | Дерек Парфит (Великобритания)           | Чжан Итан (США)               | Герберт Блумстедт (Швеция)      | Анн Лакатон и Жан-Филипп Вассаль (Франция) |
| 2017 | Рут Милликен (США)                      | Ричард Шон (США)              | Уэйн Шортер (США)               | Дорис Сальседо (Колумбия)                  |
| 2018 | Сахарон Шелах (Израиль)                 | Рональд Койфман (США)         | Барбара Ханниган (Канада)       | Андреа Бранци (Италия)                     |
| 2020 | Даг Правитц и Пер Мартин-Лёф (Швеция)   | Николай Макаров (США)         | Дьёрдь Куртаг (Венгрия)         | Франсис Алис (Бельгия)                     |
| 2022 | Дэвид Каплан (США)                      | Джонатан Пила (Австралия)     | Викингур Олафссон (Исландия)    | Рем Колхас (Нидерланды)                    |
| 2024 | Ирэна Хайм (Нидерланды) Ганс Камп (США) | Лайсанг Янг (США)             | Уму Сангаре (Мали)              | Стив Маккуин (Великобритания)              |